# Radball-Weltcup 2010
Der Radball-Weltcup 2010 war die 9. Austragung des von der UCI veranstalteten Radball-Weltcups. Die Turnier-Serie begann am 10. April 2010 und endete am 4. Dezember 2010 anlässlich des Weltcup-Finales in Zlín. Insgesamt haben 35 Teams teilgenommen, jedoch spielten nur 15 davon an mindestens 3 Turnieren und hatten somit die Möglichkeit den Final zu erreichen. 
Weltcup-Gewinner war der RV Gärtringen aus Deutschland.

## Turnier-Übersicht
| Datum              | Austragungsort | Gewinner      | Zweiter       | Dritter          |
| ------------------ | -------------- | ------------- | ------------- | ---------------- |
| 10. April 2010     | Ailingen       | RV Gärtringen | RSG Ginsheim  | RC Höchst 2      |
| 6. Juni 2010       | Kagoshima      | RC Höchst 3   | Kongo Tokyo   | Kansai Uni Osaka |
| 28. August 2010    | Sangerhausen   | RSG Ginsheim  | VMC Oftringen | RV Winterthur    |
| 4. September 2010  | Altdorf        | RV Gärtringen | RS Altdorf    | RV Winterthur    |
| 25. September 2010 | Oftringen      | RS Altdorf    | RSV Zscherben | VMC Oftringen    |
| 9. Oktober 2010    | St. Gallen     | RS Altdorf    | RV Gärtringen | RV Winterthur    |
| 6. November 2010   | Kulmbach       | RV Winterthur | RC Höchst 1   | RSV Zscherben    |
| 13. November 2010  | Höchst         | RC Höchst 1   | RSV Zscherben | RV Gärtringen    |

## Punktestand
Für jedes Weltcupturnier werden Weltcuppunkte vergeben. Nach allen acht Turnieren werden die Punkte für jedes Team addiert und die acht Teams mit den meisten Punkten gelangen in den Final. Ebenfalls im Final spielt ein Team aus Asien und das Heimteam (Wildcard) des Veranstalters.
| Rang   | 1  | 2  | 3  | 4  | 5  | 6  | 7  | 8  | 9  | 10 |
| Punkte | 50 | 45 | 40 | 35 | 30 | 25 | 20 | 18 | 16 | 14 |

Der Punktestand entscheidet nur darüber, welche Teams in den Final gelangen. Im Finale hatten jedoch alle Teams wieder die genau gleichen Chancen zu gewinnen.
In dieser Tabelle sind nur die Teams aufgelistet, welche mindestens 3 Turniere gespielt haben. Die mit  gelb  hinterlegten Teams sind qualifiziert für den Final.
| Rang | Team          | Spieler              | Spieler           | Punkte | Starts |
| ---- | ------------- | -------------------- | ----------------- | ------ | ------ |
| 01   | RV Gärtringen | Uwe Berner           | Matthias König    | 185    | 4      |
| 02   | RS Altdorf    | Roman Schneider      | Dominik Planzer   | 175    | 4      |
| 03   | RV Winterthur | Marcel Waldispühl    | Peter Jiricek     | 170    | 4      |
| 04   | RSV Zscherben | Michael Gerdes       | Sven Broedel      | 160    | 4      |
| 05   | RC Höchst 1   | Simon König          | Florian Fischer   | 160    | 4      |
| 06   | RSG Ginsheim  | Marco Rossmann       | Roman Müller      | 155    | 4      |
| 07   | RC Höchst 2   | Patrick Schnetzer    | Dietmar Schneider | 140    | 4      |
| 08   | SC Svitavka   | Jiří Hrdlička        | Radim Hason       | 135    | 4      |
| 09   | VMC Oftringen | Rafael Stadelmann    | Andreas Zaugg     | 130    | 4      |
| 10   | RC Höchst 3   | Thommy Bröll         | Markus Bröll      | 111    | 4      |
| 11   | CSO Bukuresti | Dorian Doroftei      | Mircea Tric       | 82     | 4      |
| 12   | Favorit Brünn | Miroslav Berger jun. | Robert Loskot     | 80     | 4      |
| 13   | MO Svitavka   | Pavel Loskot         | Radim Lepka       | 65     | 3      |
| 14   | HZG Beringen  | Brecht Damen         | Niels Dirlikx     | 64     | 3      |
| 15   | SNA Gent 2    | Ryan De Baene        | Peter Martens     | 46     | 3      |

## Weltcup-Finale
Die 10 Teams wurden in 2 Gruppen unterteilt. Innerhalb dieser Gruppe spielte dann Jeder gegen Jeden einmal. Die Gewinner der beiden Gruppen spielten danach gegen den Zweitplatzierten der anderen Gruppe. Die anderen Teams spielten gegen das Team aus der anderen Gruppe auf demselben Rang. Die beiden Verlierer aus den Halbfinalen spielten dann um Rang drei, die beiden Sieger um den Weltcup-Sieg.

### Vorrunde
| Gruppe 1 | Gruppe 1               | Gruppe 1 | Gruppe 1 |
| Rang     | Team                   | Tore     | Punkte   |
| -------- | ---------------------- | -------- | -------- |
| 1        | RV Gärtringen          | 20 : 12  | 8        |
| 2        | RC Höchst 2            | 18 : 11  | 8        |
| 3        | RSV Zscherben          | 19 : 16  | 7        |
| 4        | RS Altdorf             | 21 : 23  | 4        |
| 5        | Sokol Zlin-Prstne (WC) | 11 : 27  | 0        |

| Gruppe 2 | Gruppe 2      | Gruppe 2 | Gruppe 2 |
| Rang     | Team          | Tore     | Punkte   |
| -------- | ------------- | -------- | -------- |
| 1        | SC Svitavka   | 25 : 13  | 10       |
| 2        | RSG Ginsheim  | 27 : 11  | 9        |
| 3        | RV Winterthur | 20 : 14  | 7        |
| 4        | RC Höchst 1   | 14 : 25  | 3        |
| 5        | Kongo Tokyo   | 06 : 29  | 0        |

### Finalrunde
| 1. Halbfinale           |   |               |                     |
| RV Gärtringen           | – | RSG Ginsheim  | 8 : 2               |
| 2. Halbfinale           |   |               |                     |
| SC Svitavka             | – | RC Höchst 2   | 5 : 5 (9 : 8 n. P.) |
| Spiel um Platz 9 und 10 |   |               |                     |
| Sokol Zlin-Prstne       | – | Kongo Tokyo   | 7 : 2               |
| Spiel um Platz 7 und 8  |   |               |                     |
| RS Altdorf 1            | – | RC Höchst 1   | 6 : 2               |
| Spiel um Platz 5 und 6  |   |               |                     |
| RSV Zscherben           | – | RV Winterthur | 9 : 5               |
| Spiel um Platz 3 und 4  |   |               |                     |
| RSG Ginsheim            | – | RC Höchst 2   | 8 : 4               |
| FINALE                  |   |               |                     |
| RV Gärtringen           | – | SC Svitavka   | 7 : 3               |

### Endstand
| Rang | Team              | Spieler           | Spieler           |
| ---- | ----------------- | ----------------- | ----------------- |
| 01   | RV Gärtringen     | Uwe Berner        | Matthias König    |
| 02   | SC Svitavka       | Jiří Hrdlička     | Radim Hason       |
| 03   | RSG Ginsheim      | Marco Rossmann    | Roman Müller      |
| 04   | RC Höchst 2       | Patrick Schnetzer | Dietmar Schneider |
| 05   | RSV Zscherben     | Michael Gerdes    | Sven Broedel      |
| 06   | RV Winterthur     | Marcel Waldispühl | Peter Jiricek     |
| 07   | RS Altdorf        | Roman Schneider   | Dominik Planzer   |
| 08   | RC Höchst 1       | Simon König       | Florian Fischer   |
| 09   | Sokol Zlin-Prstne | Martin Struhar    | Jan Krejci        |
| 10   | Kongo Tokyo       | Ko Matsuda        | Naoya Kinoshita   |